# 궁수자리 오미크론
궁수자리 오미크론(ο Sgr)은 궁수자리 방향에 있는 단독성이다. 겉보기 등급은 +3.77로 맨눈으로 볼 수 있으며 노란색 빛을 낸다. 이 별까지의 거리는 시차에 따르면 약 142 광년이다. 오미크론은 초당 +26 킬로미터의 시선 속도로 지구로부터 멀어지고 있으며 지금으로부터 약 100만 년 전에 지구에 86 광년까지 접근했었다.
오미크론은 황도로부터 0.86 도 북쪽에 자리잡고 있어 달이나 행성이 이 별을 가릴 때가 있다. 다만 지금까지 이 별을 가장 자주 가려 온 천체는 태양이다.(지금까지의 엄폐 시기는 1월 5일이었다.) 따라서 이 별을 밤새 내내 볼 수 있는 시기는 이른 7월이다.
이 별의 분광형은 G9IIIb로 주계열을 탈출한 거성이다. 구체적으로 레드클럼프 거성으로 분류되는데 이는 이 별이 중심핵에서 헬륨 융합을 하는 수평가지 단계에 있음을 뜻한다. 별의 나이는 23억 9천만 년이며 질량은 태양의 1.8 배이다. 반지름은 태양의 12 배까지 팽창한 상태이며 광구에서의 유효 온도는 4744 켈빈으로 전체 광도는 태양의 67 배이다.
오미크론은 2010년 기준으로 방위각 252도 위치에 주성으로부터 38.4 초각 떨어진 곳에 겉보기 등급 13.8의 희미한 반성 하나를 거느리고 있다.

## 이름과 어원
중화권에서 이 별은 두수의 건(建)을 구성하는 일원이다. 건은 궁수자리 오미크론 이외에 궁수자리 크시2, 파이, 43, 로1, 웁실론으로 구성된다. 이들 중 오미크론 하나만을 일컫는 명칭은 건2(建二)이다.